# طارق عقاد
طارق العقاد (بالإنجليزية: Tarek Aggad)‏‏ (1971) رئيس تنفيذي، وشخصية أعمال سعودية. يشغل منصب المدير التنفيذي لشركة العقاد للاستثمار - وهي شركة قابضة متنوعة سعودية. بالإضافة إلى منصب عضو مجلس إدارة العديد من شركات التصنيع والتوزيع والخدمات في فلسطين والأردن والمملكة العربية السعودية.
في عام 1994، تأسست الشركة العربية الفلسطينية للاستثمار (أيبك) على يد والده عمر العقاد. وهي شركة استثمارية لها ثماني شركات تابعة في مجالات التصنيع وتوزيع السلع الاستهلاكية، والمستحضرات الطبية، والسيارات، ومواد التجزئة والبناء، كما أن طارق العقاد هو رئيس مجلس إدارة الشركة والرئيس التنفيذي لها،
منذ تأسيسها، أصبحت أيبك واحدة من أكبر المشغلين في فلسطين، ويعمل بها أكثر من 3000 موظف. تقدم الشركات التابعة لأيبك مجموعة واسعة من المنتجات والخدمات من خلال اتفاقيات حقوق التوزيع مع الشركات متعددة الجنسيات التي تشمل فيليب موريس إنترناشيونال، بروكتر وغامبل، كلوقز، هيونداي موتور، كرايسلر، دودج، جيب، ألفا روميو، فيات، فيات بروفيشنال، إكس إل إنيرجي، مختبرات أبوت، بي. براون، إيلي ليلي، غلاكسو سميث كلاين، سانوفي ونيفيا.
حرصت أيبك منذ تأسيسها على لعب دور فاعل في المجتمعات التي تعمل بها. وتتمثل إستراتيجية أيبك ورؤيتها في مجال المسؤولية الاجتماعية على عقد شراكات إستراتيجية مع المؤسسات التي تلعب دوراً فاعلاً في المجتمع من أجل مساعدتها على أداء رسالتها في قطاعات التعليم والصحة والمشاريع الريادية والشباب، إضافة إلى دعم ومساندة المؤسسات الاجتماعية والخيرية والإنسانية والثقافية. بلغ مجموع الاستثمار في المسؤولية الاجتماعية ما بين السنوات 2018-2022 مبلغ 11 مليون دولار أمريكي، بمعدل سنوي نسبته 8.5% من صافي أرباح مجموعة أيبك.

## النشأة والتحصيل العلمي
ولد العقاد في لبنان عام 1971، وهو ابن عمر العقاد، ونشأ والتحق بالتعليم في المدارس المحلية في الرياض بالمملكة العربية السعودية. حصل على درجة البكالوريوس في الاقتصاد من جامعة هارفارد، الولايات المتحدة.

## منح واستحقاقات
في العام 2019، قلد رئيس دولة فلسطين محمود عباس العقاد «نجمة الاستحقاق» من وسام دولة فلسطين تقديراً لدوره الوطني المتميز وخاصة في تعزيز الاقتصاد الفلسطيني وتثميناً لإسهاماته الخيرة في خدمة شعبه ووطنه. وفي عام 2023 تم منح طارق العقاد الدكتوراة الفخرية في الاقتصاد وإدارة الأعمال من جامعة بيرزيت.

## المهنة
يشغل العقاد منصب عضوية عدد من مجالس الإدارة، بما في ذلك شركة العقاد للاستثمار، وشركة كهرباء فلسطين، وبنك فلسطين، ومركز الحسين للسرطان، فضلًا عن شركات أخرى في فلسطين والأردن والمملكة العربية السعودية.
في عام 2001، تم اختيار العقاد كقائد عالمي للغد في المنتدى الاقتصادي العالمي في دافوس.

## الحياة الشخصية
متزوج من شيرين العقاد ولديهما أربعة أطفال.